# Bristol City F.C.
Bristol City Football Club – angielski klub piłkarski z siedzibą w Bristol, występujący w Championship. Zespół gra na stadionie Ashton Gate, który jest zlokalizowany w południowo-zachodniej części miasta.

## Pierwszy zespół
Stan na 8 sierpnia 2018
| Nr | Poz. | Piłkarz         |
| -- | ---- | --------------- |
| 1  | BR   | Frank Fielding  |
| 2  | OB   | Eros Pisano     |
| 3  | OB   | Joe Bryan       |
| 4  | OB   | Adam Webster    |
| 5  | OB   | Bailey Wright   |
| 6  | OB   | Nathan Baker    |
| 7  | PO   | Korey Smith     |
| 8  | PO   | Josh Brownhill  |
| 9  | NA   | Famara Diédhiou |
| 10 | NA   | Matty Taylor    |
| 11 | PO   | Callum O’Dowda  |
| 12 | PO   | Liam Walsh      |
| 13 | PO   | Jens Hegeler    |

| Nr | Poz. | Piłkarz         |
| -- | ---- | --------------- |
| 14 | NA   | Andreas Weimann |
| 15 | NA   | Marley Watkins  |
| 16 | NA   | Hakeeb Adelakun |
| 17 | OB   | Lloyd Kelly     |
| 18 | NA   | Milan Djuric    |
| 19 | NA   | Niclas Eliasson |
| 20 | PO   | Jamie Paterson  |
| 21 | PO   | Marlon Pack     |
| 23 | OB   | Taylor Moore    |
| 24 | BR   | Max O’Leary     |
| 32 | OB   | Jack Hunt       |
| 33 | BR   | Niki Mäenpää    |
| 40 | NA   | Mo Eisa         |